# Raptile
Addis Mussa, in arte Raptile (Monaco di Baviera, 14 settembre 1976), è un rapper tedesco, di origine etiope.
È famoso soprattutto per la canzone "Neva Eva", comparsa nella colonna sonora del videogame di pallacanestro NBA Live 07, e per cantare, oltre che in tedesco, in inglese.

## Discografia

### Album
- 2001: Da Basilisk's Eye
- 2004: Classic Material
- 2005: Mozez (auch als Limited Edition)
- 2006: Hero Muzik
- 2006: Best of - Europe's Golden Child (Best Of CD)

### Singoli
- 2001: Microphone Igniter / We don't need u
- 2001: Rest your head on my chest
- 2004: Make Y'all Bounce (Feat. Xzibit) (Versione dei Strong Arm Steady)
- 2004: Da Unbeatables (Feat. Valezka)
- 2004: My Everything (Feat. Wayne Wonder)
- 2005: Fight Back
- 2005: Da Symphony (Olé Olé)
- 2006: Go Faster
- 2006: Neva Eva
- 2006: Missin' Ur Kisses (feat. Trey Songz)